# Georges St-Pierre
Georges St-Pierre (Saint-Isidore, 19 mei 1981) is een Canadees voormalig MMA-vechter en acteur. Hij was van 18 november 2006 tot 7 april 2007 én van 19 april 2008 tot en met 13 december 2013 UFC-wereldkampioen weltergewicht (tot 77 kilo) en van 4 november 2017 tot 7 december 2017 UFC-wereldkampioen in het middengewicht (tot 84 kilo).

## Achtergrond
St-Pierre werd geboren in de Franstalige provincie Quebec in Canada. Als kind deed hij aan onder meer ijshockey en skaten. Vanaf zijn zevende begon hij met karatetraining om zich te leren verweren tegen een pestkop op school. Rond zijn zestiende ging hij ook trainen in worstelen, Braziliaans jiujitsu en boksen. Op zijn 21ste debuteerde hij in het professionele MMA. Vóór deze tijd werkte hij als uitsmijter en vuilnisman om zijn opleiding te kunnen betalen.
Op 25 januari 2002 maakte hij zijn professionele MMA-debuut, tegen Ivan Menjivar. Dit gevecht en ook de volgende vier won hij telkens op basis van een technische knock-out of submissie. Hij won in deze periode de UCC weltergewichttitel en verdedigde die eenmaal.

## Ultimate Fighting Championship
Op 31 januari 2004 maakte St-Pierre zijn debuut in de UFC. Hij versloeg die dag de Armeen Karo Parisyan middels een unanieme jurybeslissing. Zijn volgende tegenstander, Jay Hieron, versloeg hij binnen twee minuten met een technische knock-out. Op dat moment had hij alle zeven partijen die hij vocht gewonnen. Hij werd daarom aangewezen om op 22 oktober 2004 de volgende uitdager van weltergewichtkampioen Matt Hughes te worden. Hughes won de partij met een armklem in de eerste ronde.

### Eerste kampioenschap
Na zijn verloren titelstrijd had St-Pierre nog één gevecht in een kleinere (Canadese) organisatie, dat hij won met een armklem. Daarna vocht hij gedurende de rest van zijn carrière uitsluitend binnen de UFC. Na nog vier overtuigende overwinningen mocht hij tegen B.J. Penn strijden voor een plek in de volgende titelstrijd tegen Hughes. Eén jurylid gaf de meeste punten aan Penn, maar de andere twee gaven het voordeel aan St-Pierre, zodat deze zich op kon maken voor zijn tweede titelstrijd binnen de organisatie.
St-Pierres tweede titelstrijd vond plaats op 18 november 2006. Dit keer had hij wel succes. Hij versloeg Hughes in de tweede ronde met een trap naar het hoofd en enkele stoten (technische knock-out). In zijn volgende partij, op 7 april 2007, nam St-Pierre het op tegen Matt Serra, de winnaar van het vierde seizoen van The Ultimate Fighter. Serra wist hem in de eerste ronde te raken met een goedgeplaatste stoot en maakte het gevecht af in de vorm van een technische knock-out. Later verklaarde St-Pierre dat dit verlies te wijten was aan enkele problemen in zijn privéleven, waaronder de dood van een familielid en de ziekte van zijn vader. Het was de tweede en laatste nederlaag die hij leed in zijn carrière in MMA, voor hij ruim zes jaar later (naar later bleek tijdelijk) stopte.

### Tweede kampioenschap
Nadat St-Pierre Josh Koscheck versloeg middels een unanieme jurybeslissing, mocht hij voor de derde keer tegen Hughes vechten. Dit keer streden ze om de interimtitel, aangezien kampioen Serra langere tijd geblesseerd was. St-Pierre versloeg Hughes dit keer met een armklem en mocht zich opmaken voor een volgende (algehele) titelstrijd. Op 19 april 2008 kreeg St-Pierre zijn tweede kans tegen Serra. Dit keer was St-Pierre dominant en won hij met een technische knock-out. Hiermee sleepte St-Pierre voor de derde keer een UFC-titel binnen (inclusief de interim-titel).
Na deze overwinning wist St-Pierre zijn titel voor de rest van zijn UFC-carrière te behouden. Hij versloeg achtereenvolgens uitdagers Jon Fitch, opnieuw Penn (die op dat moment kampioen lichtgewicht was), Thiago Alves, Dan Hardy, wederom Koscheck, Jake Shields, Carlos Condit (die op dat moment interim-kampioen was vanwege een blessure van St-Pierre), Nick Diaz en Johny Hendricks.
St-Pierre kwam in deze periode meer en meer onder kritiek te staan, omdat hij zijn tegenstanders niet meer afmaakte. Alleen het gevecht tegen Penn beëindigde hij voortijdig, alle andere partijen werden door de jury beslist. Ook werd het langzaam duidelijk dat zijn beste tijd erop zat; in zijn laatste drie gevechten kreeg hij net zoveel klappen als in alle andere gevechten in de rest van zijn carrière bij elkaar.

### Pensioen & terugkeer
St-Pierre deelde op 13 december 2013 officieel mee dat hij zijn titel zou opgeven omdat hij een rustperiode wilde van MMA. Hij liet de mogelijkheid open dat hij later zou terugkeren. Later vertelde hij ook dat hij het niet eens was met de manier van testen van vechters op doping. Er zouden volgens hem veel strengere eisen moeten komen en hij zou niet van plan zijn om terug te keren voor dit aangepast zou worden.
St-Pierre maakte op 4 november 2017 na bijna vier jaar afwezigheid zijn rentree in MMA. Hij kreeg hierbij direct een titelgevecht in het middengewicht aangeboden tegen regerend kampioen Michael Bisping. Beide atleten deelden in de eerste drie ronden over en weer uit. In de laatste minuut van ronde drie nam St-Pierre Bisping in een verwurging (rear-naked choke) en hield die aan tot zijn tegenstander het bewustzijn verloor. Daarmee was hij voor de derde keer UFC-kampioen, voor het eerst in de klasse tot 84 kilo. Zodoende werd hij ook de vierde atleet in de geschiedenis van de UFC met titels in twee verschillende gewichtsklassen, na Randy Couture, B.J. Penn en Conor McGregor. St-Pierre besloot deze titel niet te verdedigen en deed hier op 7 december 2017 vrijwillig afstand van. Hij nam dit besluit een week nadat hij te horen kreeg dat hij aan colitis ulcerosa leed. Hij verklaarde hier eerst van te willen genezen en daarna na te gaan denken over het vervolg van zijn carrière. St-Pierre maakte op 21 februari 2019 bekend dat hij officieel stopte met MMA.

### Filmografie
St-Pierre verscheen als acteur in de Marvel Cinematic Universe film Captain America: The Winter Soldier uit 2014 en de drie afleveringen van de televisieserie voor de streamingsdiesnt Disney+, The Falcon and the Winter Soldier uit 2021. Hij vertolkte hierin het personage Georges Batroc, een Frans-Nigeriaanse huurling. Ook sprak St-Pierre de stem in van een alternatieve Batroc voor de laatste aflevering van de animatieserie What If...? op Disney+.

## Kampioenschappen en prestaties

### Mixed martial arts
- Ultimate Fighting Championship
  - UFC Weltergewicht Kampioenschap (2x)
  - Interim UFC Weltergewicht Kampioenschap (1x)
  - Won de eerste 'kampioen tegen kampioen'-wedstrijd ooit (tegen lichtgewichtkampioen B.J. Penn op 31 januari 2009)
  - Gevecht van de Avond (4x)
  - Knock-out van de Avond (1x)
  - Submission van de Avond (1x)
  - Meest gewonnen titelgevechten in de UFC (12)
  - Op een na meeste opeenvolgende succesvolle titelverdedigingen (9)
  - Meeste overwinningen in de geschiedenis van de organisatie (19)
  - Meeste overwinningen via jurybeslissing (12)
  - Meeste succesvolle titelverdedigingen in de weltergewicht-divisie (9)
  - Langste reeks opeenvolgende succesvolle titelverdedigingen in de weltergewicht-divisie (9)
  - Meeste tijd doorgebracht in de Octagon (05:28:12)
- Black Belt Magazine
  - 2008: Vechter van het Jaar
- MMAjunkie.com
  - 2009: Vechter van het Jaar[10]
- Fight Matrix
  - 2009: Vechter van het Jaar[11]
  - 2010: Vechter van het Jaar[11]
  - 2012: Terugkeer van het Jaar tegen Carlos Condit op 17 november 2012[11]
  - 2006: Opmerkelijkste Gevecht van het Jaar tegen Matt Hughes op 16 november 2006[11]
  - 2007: Opmerkelijkste Gevecht van het Jaar tegen Matt Serra op 7 april 2007[11]
  - 2009: Opmerkelijkste Gevecht van het Jaar tegen B.J. Penn op 31 januari 2009[11]

- Rogers Sportsnet
  - 2008: Canadees Atleet van het Jaar[12]
  - 2009: Canadees Atleet van het Jaar[13]
  - 2010: Canadees Atlees van het Jaar[14]
- Spike Guys' Choice Awards
  - 2010: Gevaarlijkste Man van het Jaar[15]
- Sports Illustrated (SI.com)
  - 2009: Vechter van het Jaar[16]
- Wrestling Observer Newsletter Awards
  - 2013: Grootste Publiekstrekker[17]
  - 2008: Voortreffelijkste Vechter[18]
  - 2009: Voortreffelijkste Vechter[18]
  - 2010: Voortreffelijkste Vechter[18]
  - 2011: Waardevolste Vechter[19]
  - 2013: Waardevolste Vechter[17]
- MMAPayout
  - 2009: Vechter van het Jaar[20]
- World MMA Awards
  - 2009: Vechter van het Jaar[21]
- ESPY Award
  - 2008: Beste Vechter – genomineerd
  - 2010: Beste Vechter – genomineerd
  - 2011: Beste Vechter – genomineerd
- MMAValor.com
  - 2012: Gevecht van het Jaar (tegen Carlos Condit tijdens UFC 154)[22]